# Kamelstekel
Kamelstekel (Xiphydria camelus) är en insekt i ordningen steklar som tillhör familjen halssteklar. Dess larver är vedlevande, honan lägger främst ägg på döda träd i alsläktet men ibland även på andra döda lövträd, exempelvis ur björksläktet eller poppelsläktet. Honan lägger vanligen äggen i den övre delen av stammen. När honan lägger ägg sprider hon samtidigt sporer av dynsvampar ur släktet Daldinia till det döda trädet, vars hyfer utgör larvernas föda.
Kamelstekelns larvgångar kan bli 50 centimeter långa och vara upp till 4 millimeter breda. Gångarna börjar cirka en centimeter in i veden och går in mot stammens mitt. De är fyllda med fint gnagmjöl och den ved som omger dem är ofta missfärgad av svampen honan spridit till veden. Larven förpuppar sig i en puppkammare ganska nära ytan. Kläckhålet är runt och har en diameter på cirka 4 millimeter. Utvecklingstiden för larven till imago kan vara två år.